# Sicista
Sicista là một chi động vật có vú trong họ Sminthidae, bộ Gặm nhấm. Chi này được Gray miêu tả năm 1827.Loài điển hình của chi này là Mus subtilis Pallas, 1773.

## Các loài
Có cả thảy 19 loại được ghi nhận thuộc chi này bởi American Society of Mammalogists vào năm 2021:
- Sicista armenica
- Sicista betulina
- Sicista caucasica
- Sicista caudata
- Sicista cimlanica
- Sicista concolor
- Sicista kazbegica
- Sicista kluchorica
- Sicista loriger
- Sicista napaea
- Sicista pseudonapaea
- Sicista severtzovi
- Sicista strandi
- Sicista subtilis
- Sicista talgarica
- Sicista terskeica
- Sicista tianshanica
- Sicista trizona
- Sicista zhetysuica

## Hình ảnh

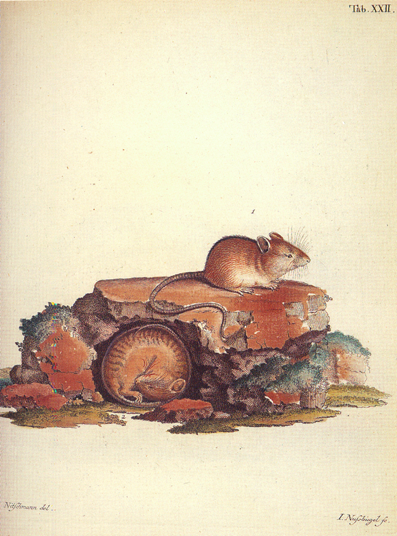
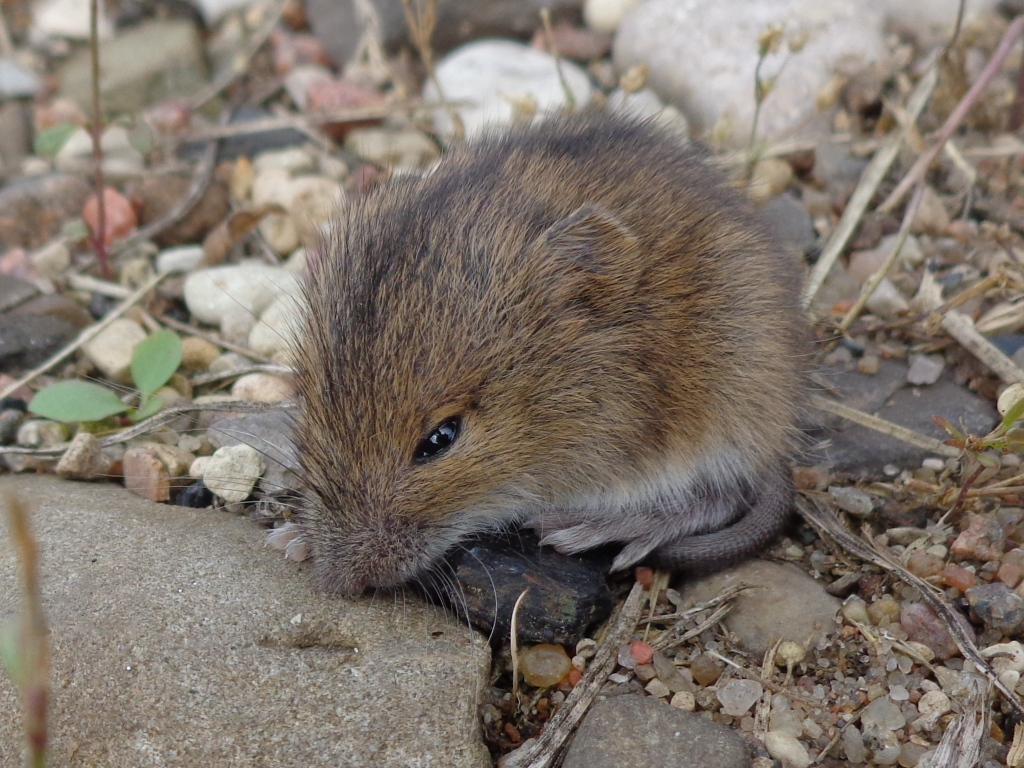
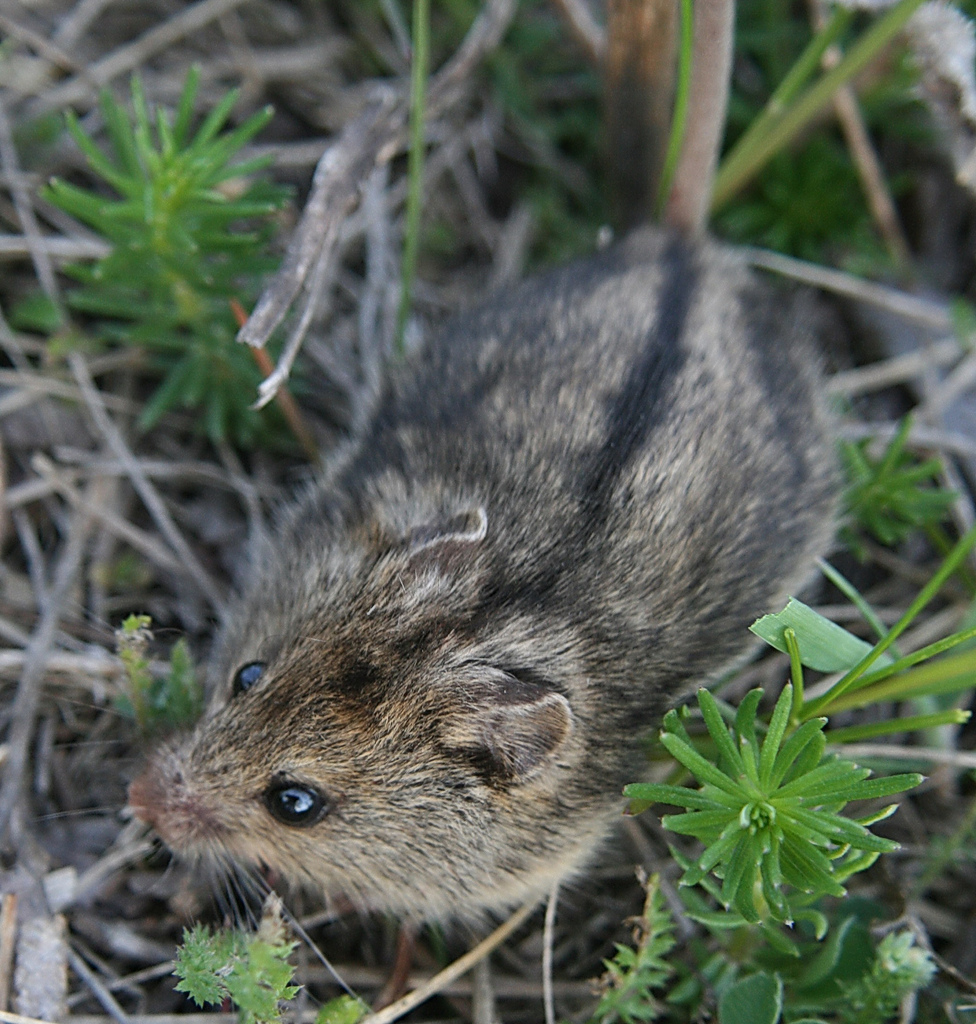
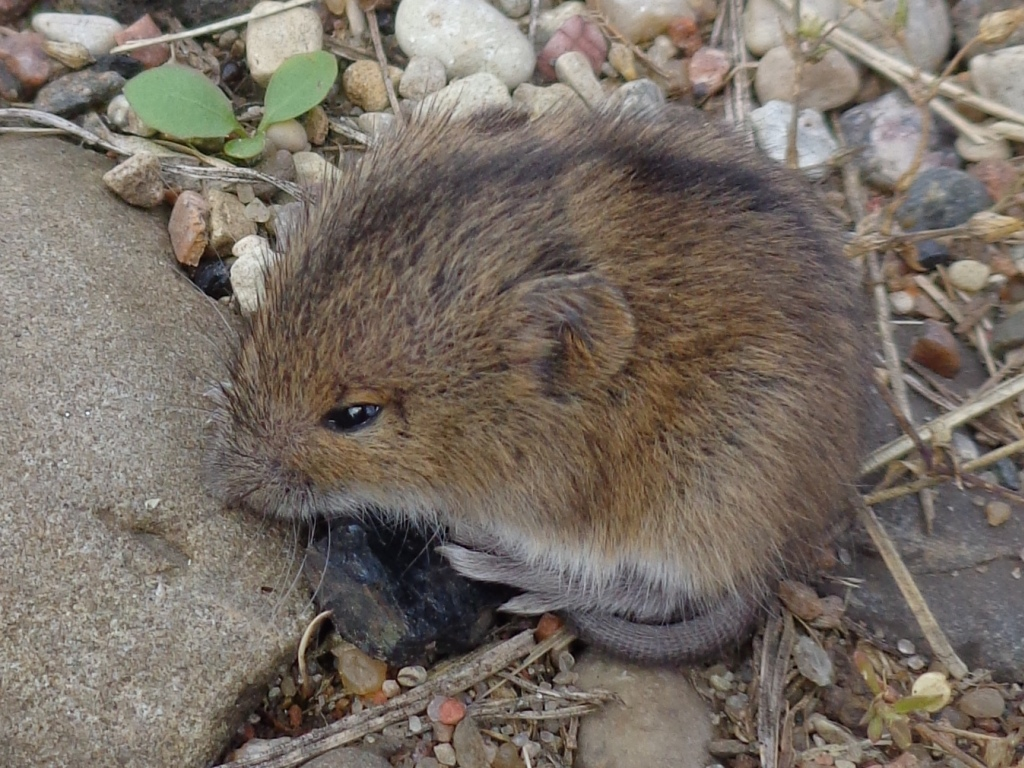